# Selim Lemouchi
Selim Lemouchi (ur. 29 czerwca 1980, zm. 4 marca 2014) – holenderski muzyk, kompozytor, wokalista, autor tekstów i multiinstrumentalista, a także producent muzyczny. Selim Lemouchi znany jest przede wszystkim z występów w zespole rockowym The Devil’s Blood, który współtworzył w latach 2007-2013 wraz z siostrą Faridą. Po rozwiązaniu grupy utworzył projekt Selim Lemouchi & His Enemies. Wcześniej tworzył w ramach solowego projektu z nurtu muzyki blackmetalowej The Temple of Azoth.
Był także członkiem takich zespołów jak Red King Rising, Powervice oraz Godhead. Jako muzyk koncertowy współpracował ze szwedzkim zespołem blackmetalowym Watain.
Muzyk zmarł 5 marca 2014 roku. Przyczyna śmierci nie została podana do publicznej wiadomości, miał 33 lata.

## Dyskografia
- Judasville - Welcome To Judasville (2004, I Scream Records)[10]
- The Temple of Azoth - The Temple of Azoth (2007, Eradication Process)[11]
- The Temple of Azoth - The Temple of Azoth II (2007, Eradication Process)[12]
- Heretic - Gods over Humans, Slaves Under Satan (2009, Kneel Before the Master's Throne Records, gościnnie)[13]
- Vanderbuyst - Vanderbuyst (2010, Ván Records, gościnnie)[14]
- Watain – Lawless Darkness (2010, Season of Mist, gościnnie)[15]
- Vanderbuyst - Flying Dutchmen (2012, Ván Records, gościnnie)[16]
- Selim Lemouchi & His Enemies - Earth Air Spirit Water Fire (2013, Ván Records)[17]